# Famille d'Aulnay
La famille d'Aulnay est une famille féodale française originaire de Champagne. Le siège de cette famille est le village d'Aulnay, dans la Marne. Une branche cadette a tiré parti de la quatrième croisade en acquérant par mariage un fief dans la principauté d'Achaïe, dans le Péloponnèse (Grèce), qu'elle conserva du XIIIe au XIVe siècle. Cette famille s'est éteinte dès le XIVe siècle.

## Filiation
Les principaux membres de cette famille sont :
- Nivelon d'Aulnay († après 1172). Premier seigneur d'Aulnay connu, cité dans le Feoda Campanie en 1172. Le nom de son épouse est inconnu (elle serait probablement apparenté à la maison de Villehardouin), mais il a probablement plusieurs enfants :
  - Robert d'Aulnay, également cité dans le Feoda Campanie en 1172. Probablement mort avant son père.
  - Érard d'Aulnay, également cité dans le Feoda Campanie en 1172, qui suit.
  - Elbaud d'Aulnay, cité dans le Feoda Campanie en 1200/1201.
  - Odarde d'Aulnay († en 1179), qui épouse Guillaume le Roi, maréchal de Champagne, d'où postérité.

- Érard Ier d'Aulnay († 1185). Seigneur d'Aulnay et maréchal de Champagne. Il épouse avant 1168 Adeline d'Arzillières, fille de Guillaume Ier d'Arzillières, seigneur d'Arzillières, et d'Yvette de Rethel, dont il a plusieurs enfants :
  - Odard d'Aulnay, qui suit.
  - Érard d'Aulnay, qui épouse Ermengarde de Pougy, fille de Renaud II de Pougy, seigneur de Pougy et de Marrolles, et d'Ode de Noyers.
  - Vilain d'Aulnay, croisé en 1200, à Acre de 1200 à 1206. Il fait don aux Templiers des terres de Sancey.
  - Mahaut d'Aulnay

- Odard d'Aulnay († après 1235). Seigneur d'Aulnay et maréchal de Champagne de 1206 à 1227 où il résigne à sa charge, même s'il continue de porter le titre de manière honorifique. Il épouse Galienne ou Julienne, dont le nom de famille est inconnu, dont il a au moins trois enfants :
  - Érard d'Aulnay, qui suit.
  - Gérard ou Geoffroi d'Aulnay.
  - Vilain d'Aulnay, tige de la branche dites des barons d'Arcadie.

- Érard II d'Aulnay. Seigneur d'Aulnay. Il épouse Agnès de Bazoches, veuve de Raoul de Château-Porcien, fille Nicolas Ier de Bazoches, seigneur de Bazoches, et d'Agnès de Chérisy.

À la mort d'Odard d'Aulnay, la famille d'Aulnay semble avoir perdu de son importance en Champagne, et la suite de la branche ainée devient confuse.

## Branche des barons d'Arcadie
- Vilain Ier d'Aulnay († 1269), maréchal de Romanie puis baron d'Arcadie. Il épouse Agnès de Trainel, dame de Resson, fille de Garnier IV de Traînel, seigneur de Marigny, et d'Hélisende de Rethel, dont il a au moins deux enfants :
  - Érard Ier d'Aulnay († après 1279), qui hérite de la moitié de la baronnie d'Arcadie. Emprisonné par les Grecs, il meurt probablement sans union ni postérité.
  - Geoffroi d'Aulnay († 1297), qui hérite de la moitié de la baronnie d'Arcadie à la mort de son père et de l'autre moitié à la mort de son frère, qui suit.

- Geoffroi d'Aulnay († 1297), baron d'Arcadie et connétable de Morée. Le nom de son épouse est inconnu, mais il a au moins un enfant :
  - Vilain d'Aulnay, qui suit.

- Vilain II d'Aulnay, baron d'Arcadie. Il épouse Jeanne de Briel, fille de Geoffroy de Briel, dit le Jeune, dont il a au moins deux enfants :
  - Érard II d'Aulnay († avant 1338), qui hérite de la moitié de la baronnie d'Arcadie. Il épouse Balzana Gozzadini, mais n'a probablement pas de postérité.
  - Agnès d'Aulnay († 1324), qui hérite de la moitié de la baronnie d'Arcadie. Elle épouse Étienne le Maure, fils de Nicholas le Maure, seigneur de Saint-Sauveur, dont elle a deux enfants :
    - Érard le Maure († 1388), baron d'Arcadie et seigneur de Saint-Sauveur et d'Aëtos, maréchal d'Achaïe.
    - Lucie le Maure, qui épouse Jean Lascaris Calophéros en 1372.

## Non rattaché
Certaines sources mentionnent un autre membre de cette famille, non relié à la branche ci-dessus (peut-être un autre fils de Vilain II d'Aulnay) :
- Robert d'Aulnay. Il épouse Isabelle L'Estendart, fille de Guillaume L'Estendart et Isabella d'Aquino, veuve de Jean de Lagonesse, maréchal du royaume de Sicile et gouverneur de Calabre, dont il a au moins une fille.
  - Marguerite d'Aulnay, qui épouse Bertrand des Baux, dont elle a au moins deux enfants :
    - François des Baux, premier duc d'Andria
    - Isabelle des Baux.

## Pour approfondir